# Maria Archer
Maria Emília Archer Eyrolles Baltasar Moreira, conocida como Maria Archer (Lisboa, 4 de enero de 1899-Lisboa, 23 de enero de 1982), fue una escritora portuguesa

## Biografía
Nació en Lisboa, pero se mudó a Mozambique con los padres y sus cinco hermanos en 1910. Solo terminó la escuela primaria a los 16 años, teniendo para eso que insistir con sus padres, que hallaban innecesaria su formación. La familia volvió para Portugal en 1914, pero dos años después estaba nuevamente en África, esta vez en Guinea-Bissau.
En 1921, mientras su padre regresaba Portugal, Maria Archer se casó con el también portugués Alberto Teixeira Pasos. La joven pareja fijó residencia en Ibo. Cinco años más tarde, después de la caída del régimen democrático  y la crisis subsecuente, el marido perdió el empleo en un banco y los dos se mudaron a Faro. En 1931, se divorciaron.
Separada, se marchó a vivir con los padres a Luanda, donde inició su carrera literaria. Publicó la novela Tres Mujeres, en un volumen que contenía también la aventura policiaca La Leyenda y el Proceso del Extraño Caso de Pauling, de António Pinto Quartin.
Volvió a Lisboa, donde inició un periodo de intensa actividad, produciendo obras sobre sus vivencias en África. En 1945, se afilió al Movimiento de Unidad Democrática (MUD), grupo de oposición al régimen salazarista. Sus obras pasaron a ser censuradas. La novela Casa Sin Pan (1947) fue incautado. Sin posibilidades para vivir de su producción intelectual, se refugió en Brasil, donde llegó a 15 de julio de 1955.
En el exilio, colaboró con los periódicos El Estado de S. Paulo, Semana Portuguesa y Portugal Democrático y en la Revista Municipal   de Lisboa (1939-1973). Alternó entre la literatura de temática africana y las obras de oposición a la dictadura portuguesa. También se encuentra colaboración de su autoría en la revista Portugal Colonial  (1931-1937) y en la revista lusitano-brasileña Atlântico .
Volvió a Portugal el 26 de abril de 1979, e ingresó en la Mansión de Santa Maria de Marvila, en Lisboa, un asilo donde pasó sus últimos tres años de vida.

## Obras
- Tres Mujeres (con Pinto Quartim Gracia) - Luanda, 1935
- África Salvaje - Lisboa, Guimarães & lda, 1935
- Sertanejos - Lisboa, Editorial Cosmos, 1936
- Singularidades de Un País Distante - Lisboa, Editorial Cosmos, 1936
- Nido de Bárbaros - Lisboa,Editorial Cosmos, 1936
- Angola Película - Lisboa, Editorial Cosmos,1937
- Ida y Vuelta de una Caja de Cigarrillos - Lisboa, Editorial El Siglo, 1938
- Viaje a la Rueda de África - romance de aventuras infantiles, Lisboa, Editorial El Siglo, 1938
- Colonias Piscatórias en Angola - Lisboa, Cosmos, 1938
- Caleidoscópio Africano - Lisboa, Ediciones Cosmos, 1938
- Hay dos Ladrones sin Doy de alta - Lisboa, Editora Argo, 1940
- Guión del Mundo Portugués - Lisboa, Ediciones Cosmos, Lisboa, 1940
- Fauno Sovina - Lisboa, Librería Portugália, 1941
- Memorias de la Línea de Cascais - con Blanca de Gonta Colaço, Lisboa, asociación António Maria Pereira, 1943
- Los Parques Infantiles, Lisboa - Asociación Nacional de los Parques Infantiles, 1943
- Ella ES Sólo Mujer - con António Maria Pereira, Lisboa, 1944
- Aristocratas - Lisboa, Editorial Aviz, 1945
- Yo y Ellas, Apontamentos de Romancista - Lisboa, Editorial Aviz, 1945
- La Muerte Vino de Madrugada - Coímbra, Coimbra Editora Lda, 1946
- Casa Sin Pan - Lisboa, Empresa Contemporánea de Ediciones, 1947
- Hay-de Haber una Ley - Lisboa, Edición de la Autora, 1949
- El Mal No Está en Nosotros - Porto, Librería Simões Lopes, 1950
- Filosofía de una Mujer Moderna , Puerto, Librería Simões Lopes, 1950
- Bato a las Puertas de la Vida - Lisboa, Ediciones SIT, 1951
- Nada le Será Perdonado - Lisboa, Ediciones SIT, 1953
- La Primera Víctima del Diablo - Lisboa, Ediciones SIT, 1954
- Tierras donde se quiebre Portugués - Río de Janeiro, Ed. Casa del Estudiante de Brasil, 1957
- Los Últimos Días del Fascismo Portuguesa - S. Paulo, Editora Libertad y Cultura, 1959
- África Sin Luz - São Paulo, Club del Libro, 1962
- Brasil, Frontera de África - São Paulo, Felman-Rêgo, 1963
- Herencia Lusíada - Lisboa, Ediciones Sousa y Costa, s.d.

### Teatro
- Alfacinha - comedia en 1 acto, 1949
- Esto que Llaman Amor - drama en un acto
- En una Casa Abandonada - drama en un acto
- El Poder del Dinero - comedia en 3 actos
- La Subasta - drama en 3 actos[9]